# Кашина Сера Мађора (Асти)
Кашина Сера Мађора је насеље у Италији у округу Асти, региону Пијемонт.
Према процени из 2011. у насељу је живело 32 становника. Насеље се налази на надморској висини од 184 м.